# Triangle de fer
Le Triangle de fer est une zone de concentration militaire sino-nord-coréenne et un important nœud de communication au cours de la guerre de Corée, situé entre Cheorwon et Gimhwa-eup au sud et Pyonggang au nord.

## Histoire
Cette zone stratégique est situé de 30 à 50 kilomètres au-dessus du 38e parallèle dans le couloir en diagonale divisant les monts Taebaek en zones nord et sud et contenant les grandes liaisons routières et ferroviaires entre le port de Wonsan dans le nord-est et le Séoul au sud-ouest. Pendant la guerre, la région a été le théâtre de violents combats entre l'Armée des volontaires du peuple chinois et de la 8e armée américaine lors de la bataille de White Horse (en) et de la bataille de Triangle Hill entre octobre et novembre 1952. La Battle of Pork Chop Hill (en) se déroule de mars à juillet 1953 à l'ouest du Triangle de fer. Ce complexe a été nommé le Triangle de fer par les journalistes à la recherche d'un terme dramatique. Aujourd'hui, la région est à cheval sur la zone démilitarisée.